# Rita Akaffou
Leyo Josephine Rita Akaffou (Abidjan, 5 dicembre 1986) è una calciatrice ivoriana, centrocampista del Barcelona FA e della nazionale ivoriana.

## Palmarès

### Club
- Campionato cipriota femminile: 1

Barcelona FA: 2017-2018
- Campionato lituano: 1

Gintra Universitetas: 2015